# Bigues (Granera)
Bigues és una masia del terme municipal de Granera, a la comarca catalana del Moianès. És una obra inclosa a l'Inventari del Patrimoni Arquitectònic de Catalunya. Es tracta d'una masia de planta rectangular, coberta a dues vessants i carener perpendicular a la façana, de composició asimètrica. El parament és treballat amb petits carreus disposats regularment, i en alguns llocs és arrebossat. Consta de planta baixa, pis i golfes. El portal d'accés és dovellat. Al primer pis hi ha dues finestres amb llinda d'una sola peça i ampit. La part posterior de la casa, amb coberta a una vessant, sembla afegida posteriorment i no té cap element arquitectònic. Davant la casa hi ha una construcció annexa, avui casa del masover.

## Situació
És a 746,3 metres d'altitud a prop i al nord-oest del Barri del Castell de Granera, a ponent del castell de Granera. Pel costat de llevant de la casa passa el camí de Monistrol de Calders a Granera. S'arriba a la masia pel camí de Monistrol de Calders a Granera en 450 metres de bon camí, ben arranjat durant el 2009.

## Capella
La capella de Bigues és una construcció inacabada amb finalitat religiosa que aprofita una barraca de vinya gran per encabir-hi una capelleta. Pròpiament, no era una capella, sinó una barraca de vinya gran, una part de la qual fou habilitada com a capella. És a més de 500 metres al nord-oest de la masia de Bigues, a la baga de Bigues, a migdia i a prop de les roques de Caldat.